# 양촌초등학교
양촌초등학교는 대한민국 충청남도 논산시 양촌면 인천리에 있는 공립 초등학교이다.

## 학교 연혁
- 1919년 4월 1일 양촌공립보통학교(4년제) 개편
- 1924년 4월 1일 6년제 개편
- 1938년 4월 1일 양촌공립심상소학교로 개칭
- 1941년 4월 1일 양촌공립국민학교로 개칭
- 1948년 4월 1일 양촌국민학교로 교명 변경
- 1995년 3월 1일 쌍계분교장 통폐합
- 1996년 3월 1일 양촌초등학교로 교명 변경
- 1997년 3월 1일 장원분교장 통폐합
- 2015년 9월 1일 동산초등학교 통폐합
- 2017년 2월 17일 제97회 졸업 (졸업생 총수: 9723명)
- 2017년 3월 1일 7학급(특수1), 유치원 1학급 편성

## 참고 자료
- 양촌초등학교 - 한국교육학술정보원 학교알리미